# 8.ª etapa da Volta a Espanha de 2017
A 8.ª etapa da Volta a Espanha de 2017 teve lugar 26 de agosto de 2017 entre Hellín e a zona do Xorret de Catí sobre um percurso em media montanha de 207 km.

## Classificação da etapa
| \| Classificação por etapas \| Classificação por etapas \| Classificação por etapas \| Classificação por etapas \| Classificação por etapas \| \| Ciclista \| Ciclista \| Equipe \| Tempo \| \| \| ------------------------ \| ------------------------ \| ------------------------ \| ------------------------ \| ------------------------ \| \| 1. \| Julian Alaphilippe \| Quick-Step Floors \| 4h37m55s \| \| \| 2. \| Jan Polanc \| UAE Team Emirates \| + 2s \| \| \| 3. \| Rafał Majka \| Bora-Hansgrohe \| + 2s \| \| \| 4. \| Serge Pauwels \| Dimension Data \| + 26s \| \| \| 5. \| Nelson Oliveira \| Movistar Team \| + 28s \| \| \| 6. \| Michel Kreder \| Aqua Blue Sport \| + 32s \| \| \| 7. \| Maxime Monfort \| Lotto-Soudal \| + 32s \| \| \| 8. \| Bart De Clercq \| Lotto-Soudal \| + 34s \| \| \| 9. \| Alberto Losada \| Katusha-Alpecin \| + 37s \| \| \| 10. \| Emanuel Buchmann \| Bora-Hansgrohe \| + 1m04s \| \| |                    |                   |          |
| |                    |                   |          |
| Fonte: ProCyclingStats |                    |                   |          |
| Classificação por etapas |                    |                   |          |
| Ciclista | Ciclista           | Equipe            | Tempo    |
| 1. | Julian Alaphilippe | Quick-Step Floors | 4h37m55s |
| 2. | Jan Polanc         | UAE Team Emirates | + 2s     |
| 3. | Rafał Majka        | Bora-Hansgrohe    | + 2s     |
| 4. | Serge Pauwels      | Dimension Data    | + 26s    |
| 5. | Nelson Oliveira    | Movistar Team     | + 28s    |
| 6. | Michel Kreder      | Aqua Blue Sport   | + 32s    |
| 7. | Maxime Monfort     | Lotto-Soudal      | + 32s    |
| 8. | Bart De Clercq     | Lotto-Soudal      | + 34s    |
| 9. | Alberto Losada     | Katusha-Alpecin   | + 37s    |
| 10. | Emanuel Buchmann   | Bora-Hansgrohe    | + 1m04s  |

## Classificações ao final da etapa

### Classificação geral
| \| Classificação geral \| Classificação geral \| Classificação geral \| Classificação geral \| Classificação geral \| \| Ciclista \| Ciclista \| Equipe \| Tempo \| \| \| ------------------- \| ------------------- \| ------------------- \| ------------------- \| ------------------- \| \| 1. \| Chris Froome \| Team Sky \| 32h26m13s \| \| \| 2. \| Esteban Chaves \| Orica-Scott \| + 28s \| \| \| 3. \| Nicolas Roche \| BMC Racing Team \| + 41s \| \| \| 4. \| Vincenzo Nibali \| Bahrain-Merida \| + 53s \| \| \| 5. \| Tejay van Garderen \| BMC Racing Team \| + 58s \| \| \| 6. \| Fabio Aru \| Astana \| + 1m06s \| \| \| 7. \| David de la Cruz \| Quick-Step Floors \| + 1m08s \| \| \| 8. \| Adam Yates \| Orica-Scott \| + 1m18s \| \| \| 9. \| Michael Woods \| Cannondale-Drapac \| + 1m41s \| \| \| 10. \| Ilnur Zakarin \| Katusha-Alpecin \| + 1m57s \| \| |                    |                   |           |
| |                    |                   |           |
| Fonte: ProCyclingStats |                    |                   |           |
| Classificação geral |                    |                   |           |
| Ciclista | Ciclista           | Equipe            | Tempo     |
| 1. | Chris Froome       | Team Sky          | 32h26m13s |
| 2. | Esteban Chaves     | Orica-Scott       | + 28s     |
| 3. | Nicolas Roche      | BMC Racing Team   | + 41s     |
| 4. | Vincenzo Nibali    | Bahrain-Merida    | + 53s     |
| 5. | Tejay van Garderen | BMC Racing Team   | + 58s     |
| 6. | Fabio Aru          | Astana            | + 1m06s   |
| 7. | David de la Cruz   | Quick-Step Floors | + 1m08s   |
| 8. | Adam Yates         | Orica-Scott       | + 1m18s   |
| 9. | Michael Woods      | Cannondale-Drapac | + 1m41s   |
| 10. | Ilnur Zakarin      | Katusha-Alpecin   | + 1m57s   |

### Classificação por pontos
| Classificação por pontos | Classificação por pontos | Classificação por pontos | Classificação por pontos | Classificação por pontos |
| Ciclista                 | Ciclista                 | Equipe                   | Pontos                   |                          |
| ------------------------ | ------------------------ | ------------------------ | ------------------------ | ------------------------ |
| 1.                       | Matteo Trentin           | Quick-Step Floors        | 49 pts                   |                          |
| 2.                       | Paweł Poljański          | Bora-Hansgrohe           | 44 pts                   |                          |
| 3.                       | Matej Mohorič            | UAE Team Emirates        | 43 pts                   |                          |
| 4.                       | Julian Alaphilippe       | Quick-Step Floors        | 34 pts                   |                          |
| 5.                       | Jan Polanc               | UAE Team Emirates        | 32 pts                   |                          |
| 6.                       | Vincenzo Nibali          | Bahrain-Merida           | 31 pts                   |                          |
| 7.                       | Chris Froome             | Team Sky                 | 30 pts                   |                          |
| 8.                       | Alexey Lutsenko          | Astana                   | 29 pts                   |                          |
| 9.                       | Edward Theuns            | Trek-Segafredo           | 28 pts                   |                          |
| 10.                      | Tomasz Marczyński        | Lotto-Soudal             | 27 pts                   |                          |

### Classificação por equipas
| Classificação por equipes | Classificação por equipes | Classificação por equipes | Classificação por equipes |
| Equipe                    | Equipe                    | Tempo                     |                           |
| ------------------------- | ------------------------- | ------------------------- | ------------------------- |
| 1.                        | Movistar Team             | 96h40m18s                 |                           |
| 2.                        | UAE Team Emirates         | + 35s                     |                           |
| 3.                        | Astana                    | + 7m12s                   |                           |
| 4.                        | Orica-Scott               | + 9m54s                   |                           |
| 5.                        | Sky                       | + 11m47s                  |                           |
| 6.                        | Team Sunweb               | + 22m04s                  |                           |
| 7.                        | Caja Rural-Seguros RGA    | + 22m47s                  |                           |
| 8.                        | BMC Racing Team           | + 25m23s                  |                           |
| 9.                        | AG2R La Mondiale          | + 29m18s                  |                           |
| 10.                       | Quick-Step Floors         | + 30m46s                  |                           |